# Polypauropus tropicus
Polypauropus tropicus är en mångfotingart som beskrevs av Ulf Scheller 1994. Polypauropus tropicus ingår i släktet Polypauropus och familjen Polypauropodidae. Inga underarter finns listade i Catalogue of Life.